# Prismatopus occidentalis
Prismatopus occidentalis is een krabbensoort uit de familie van de Majidae. De wetenschappelijke naam van de soort is voor het eerst geldig gepubliceerd in 1970 door Griffin.